# Dysauxes
Genre
Dysauxes est un genre de lépidoptères (papillons) de la famille des Erebidae et de la sous-famille des Arctiinae.

## Liste des espèces
Selon FUNET Tree of Life (7 mars 2020) :
- Dysauxes ancilla (Linnaeus, 1767) — la Servante.
- Dysauxes famula (Freyer, 1836) — la Soumise.
- Dysauxes punctata (Fabricius, 1781) — la Ménagère.
- Dysauxes kaschmiriensis Rothschild, 1910
- Dysauxes syntomida (Staudinger, [1892])